# Jeromos salzburgi érsek

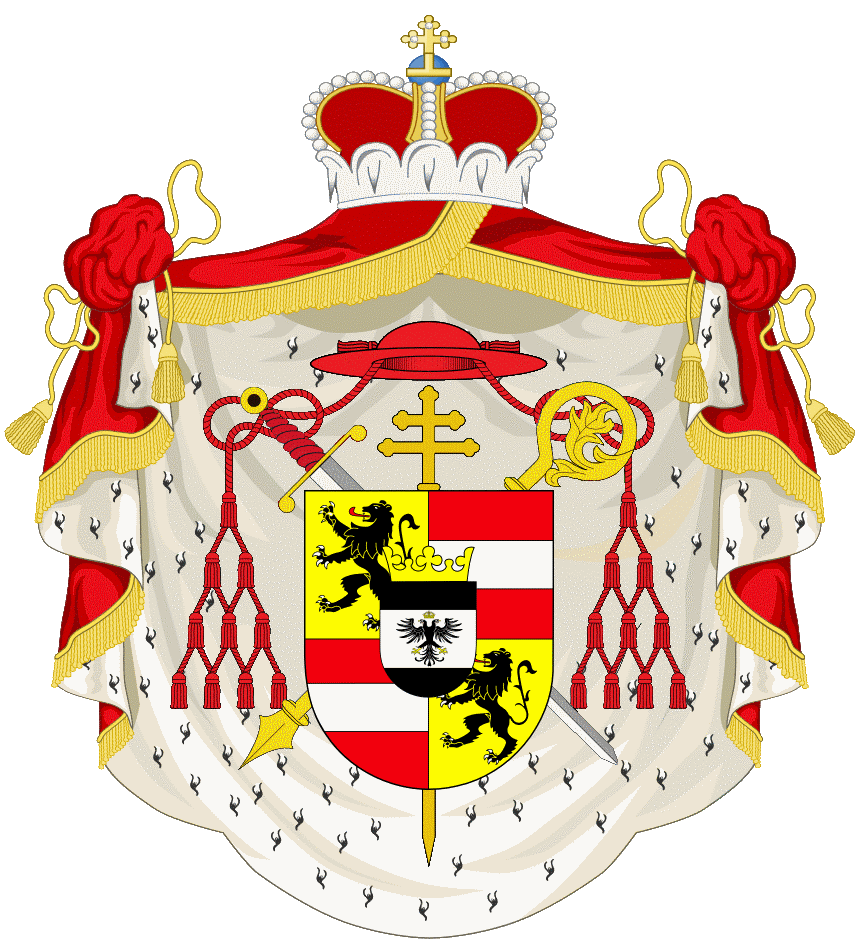
Jeromos salzburgi hercegérseki címere

Jeromos salzburgi érsek (születési nevén Hieronymus Joseph Franz de Paula Graf Colloredo von Wallsee und Melz, gróf, Bécs, 1732. május 31. – Bécs, 1812. május 20.) 1761-től 1772-ig Gurk hercegpüspöke, 1772-től 1803-ig, az érseki székhely elvilágiasításáig pedig Salzburg hercegérseke volt. A szekularizáció után Colloredo Bécsbe menekült, és 1812-ben bekövetkezett haláláig Salzburg nem-rezidens érseke maradt, megfosztva a világi hatalomtól. Leghíresebb Leopold Mozart és fia, Wolfgang Amadeus Mozart munkaadójaként.

## Származása
Bécsben született gróf, később herceg Rudolph Joseph von Colloredo (1706–1788), magas rangú császári tisztviselő és felesége, Maria Gabriele von Starhemberg grófnő (1707–1793) második fiaként.

## Élete
Szigorú vallási neveltetésben részesült, és mivel egészségi állapota nem tette lehetővé, hogy katonai pályára lépjen, a bécsi Theresianum Akadémia után filozófiát a Bécsi Egyetemen, teológiát a Collegium Germanicum et Hungaricumban, Rómában tanult. Egyik testvére Wenzel Joseph von Colloredo osztrák tábornok volt.

### Egyházi kiemelkedése
A salzburgi hercegérsekség 1771 decemberében megüresedett, és (a bécsi udvar jelentős nyomására) 1772. március 14-én Colloredót, aki 1761 óta Gurk hercegpüspöke volt, megválasztották hercegérsekké. Clive szerint „népszerűtlen választás volt Salzburgban, amelynek polgárai végig hűvösek maradtak hozzá”, továbbá: „rendkívül autokratikus volt, és diktatórikus hozzáállása időnként a székesegyházi káptalan és a polgári tisztviselők ellenségességét váltotta ki.”

### Irányelvei

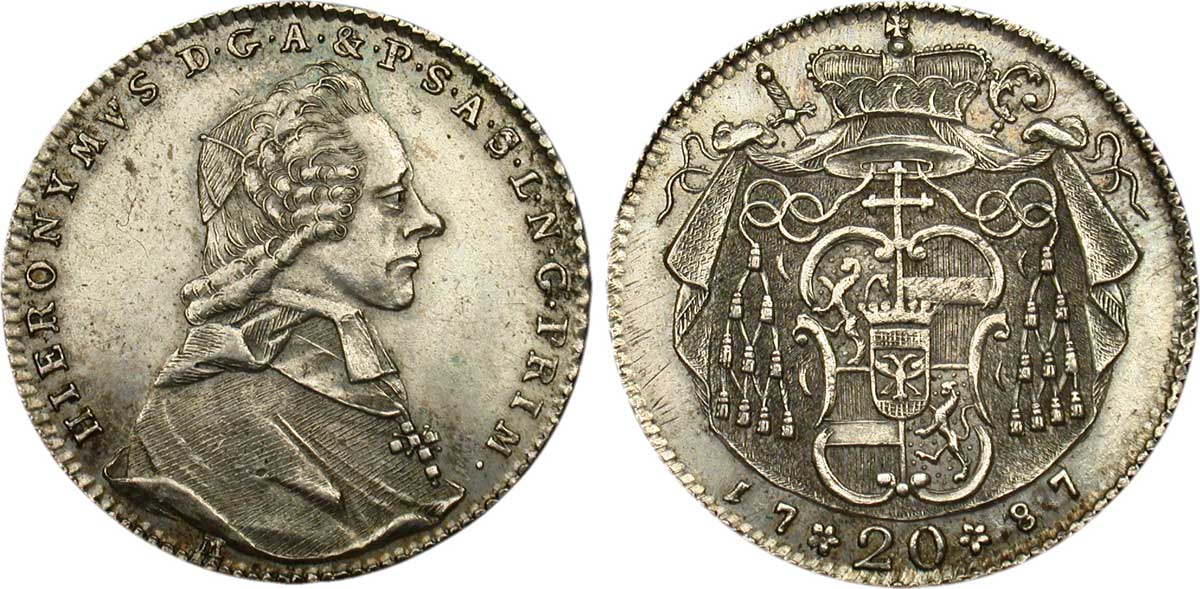
Hieronymus von Colloredo arcképe egy húszkrajcároson, 1787

Salzburg uralkodójaként eltöltött harminc éve alatt az Osztrák Birodalomban II. József alatt végrehajtott reformokhoz hasonlókat hajtott végre (jozefinizmus)). Halliwell szerint: „végső soron sikeres volt fő céljaiban, de örökös küzdelmet vívott… Colloredónak minden intézménybe hasonló gondolkodású embereket kellett kreálnia – egyházi, oktatási, jogi, orvosi, fiskális, adminisztratív és publicisztikai – és rá kellett vennie a vonakodó lakosságot, hogy változtassák meg egész mentalitásukat." Halliwell hozzáteszi, hogy Colloredo „Európa-szerte elismerést váltott ki erőfeszítéseivel."
II. Józsefhez hasonlított abban is, hogy a római katolikus vallást a protestantizmushoz hasonló irányba mozdította el a saját területén. Halliwell ezt írja: „Betiltotta a zarándoklatokat és a babonás szokásokat, korlátozta a körmeneteket, a templomdíszítést, lerövidítette a zenés misét és bevezette a német nyelvű himnuszokat… Ezek a változások mély haragot váltottak ki a népből. Colloredót és Johann Michael Bönike felvilágosodás konzisztóriumi kancellárt, aki végrehajtotta e rendelkezéseket, egy pásztorlevélben „titkos lutheránusoknak” nevezték. Egyházmegyei alantasai ezt a szójátékot mondogatták: „Für Colloredo nichts Gloria und Credo.” Egész életében közel állt a janzenizmushoz.

### Jeromos világi uralmának vége
1801. december 12-én, amikor Napóleon francia csapatai a város elfoglalására közeledtek, Jeromos érsek elmenekült Salzburgból, és soha többé nem tért oda vissza. 1803-ban a német mediatizálás során hercegérseki székhelyét szekularizálták, véget vetve Jeromos világi uralmának. Salzburgot Toszkána nagyhercegének ítélték oda, aki elvesztette saját államát a napóleoni háborúkban. Később a várost Ausztriához (1805), majd Bajorországhoz (1809), végül ismét Ausztriához (1816) csatolták.
Jeromos érsekként 1812-ben, Bécsben bekövetkezett haláláig, kis híján 80 éves koráig, a salzburgi érsekség non-rezidens egyházi vezetője maradt (nem tartózkodott ott).

## Jeromos és W. A. Mozart
Jeromos jól ismert a történelem számára mint Wolfgang Amadeus Mozart mecénása és munkaadója. Kivételesen bosszantotta Mozart gyakori távolléte. Számos vita után végül a következő szavakkal bocsátotta el: „Soll er doch gehen, ich brauche ihn nicht!” (Akkor mennie kell; nincs rá szükségem!)

Mozart apjának írott leveleiben felháborodását fejezi ki az érsek rá nézve sértő, őt szolgának tekintő magatartása miatt. 1781. június 13-én kelt levelében elmondja, hogy Jeromos általi elbocsátásának végső méltatlanságát az érsek intézője, Arco gróf (Karl Joseph Maria Felix, 1743–1830) intézte:
… ha nem akarnak engem – az jó nekem; – ahelyett, hogy Arco gróf elfogadná a kérvényemet, vagy meghallgatást szerezne, hogy később beküldjön, vagy rábeszélne, hogy hagyjam nyugodni a dolgot és gondoljam át, végül is, amit akar – nem, kidob a szobából, és fenekbe rúg? – Nos, ez közérthetően azt jelenti, hogy Salzburg számomra már nem létezik…
Leopold Mozart Salzburgban maradt, de „továbbra is nehezményezte, hogy nem sikerült pótolnia az eltávozott vagy meghalt zenészeket, és az ebből fakadó zűrzavart az udvari zenében”. Colloredo „néha hegedült az udvari zenekarban”.

## A populáris kultúrában
- Hieronymus von Colloredót Nicholas Kepros alakította Miloš Forman 1984-es Amadeus című filmjében.
- A Mozart! című musicalban is szerepel.[13]

## Fordítás
- Ez a szócikk részben vagy egészben  a   Hieronymus von Colloredo című angol Wikipédia-szócikk ezen változatának fordításán alapul.  Az eredeti cikk szerkesztőit annak laptörténete sorolja fel. Ez a jelzés csupán a megfogalmazás eredetét és a szerzői jogokat jelzi, nem szolgál a cikkben szereplő információk forrásmegjelöléseként.